# Henri Dutilleux
Henri Paul Julien Dutilleux (n. 22 ianuarie 1916, Angers, Franța – d. 22 mai 2013, Paris, Franța) a fost un compozitor francez de muzică clasică din epoca modernă și contemporană. 

## Biografie
Henri Dutilleux s-a născut pe 22 ianuarie 1916 în Angers , în departamentul Maine-et-Loire. Copilăria și-a fost petrecut-o în departamentul de Nord al Franței. În 1926 este admis la Conservatorul din Douai  condus de Vincent Gallois, cu care ia cursuri de armonie. De asemenea, studiază pianul, contrapunctul, și urmează cursuri de teorie.
În 1933 își începe studiile la Conservatorul din Paris, studiind compoziția cu Henri Büsser, armonia  cu Jean Gallon, contrapunctul și fuga cu Noël Gallon, dirijarea orchestrei cu Philippe Gaubert  și (istoria muzicii) cu Maurice Emmanuel. În 1938 câștigă Prix de Rome, cu cantată l'Anneau du Roi (ro. Inelul Regelui). Înainte de a pleca în război în anul 1939, studiază intens muzica lui Vincent d'Indy, lui Stravinski și a lui Albert Roussel. 
În 1942, Dutilleux ocupă pentru câteva luni funcția de dirijor de cor la  Opera din Paris iar în 1944, lucrează în domeniul audiovizualului francez, unde este responsabil pentru serviciul de Ilustrații muzicale. Își dă demisia în anul 1963  pentru a se dedica în întregime compoziției. În 1961, este numit de către Alfred Cortot profesor de compoziție la Școala Normală de Muzică din Paris, unde ocupă funcția de director după moartea fondatorului (Bernard Gavoty), și unde l-a avut ca elev pe compozitorul și organistul André Jorrand. Din 1970, devine cadru didactic asociat la Conservator. De asemenea, susține prelegeri la Festivalul Tanglewood, fiind invitat de către Seiji Osawa.
În 1946 se căsătorește cu pianista Geneviève Joy, care a fost mult timp principala sa interpretă. Stră-stră-nepotul lui Constant Dutilleux, pictor apropiat al lui Eugène Delacroix, Henri Dutilleux este de asemenea un apropiat al pictorului Maurice Boitel. Cât despre bunicul său matern, compozitorul Julien Koszul, acesta este prietenul lui Gabriel Fauré. Întrucât a dirijat adesea Orchestra Națională Bordeaux Aquitaine sub conducerea lui Hans Graf, sala mare a auditoriului din Bordeaux, deschisă în ianuarie 2013, îi poartă numele în onoarea lui.
Henri Dutilleux moare pe 22 mai 2013, lăsând în urmă o operă importantă, cântată în timpul vieții sale în jurul lumii, fiind considerată în unanimitate deja ca fiind clasică.

## Onoruri și premii
Deși a primit în ianuarie 2004 demnitatea în grad de "Mare Cruce" a Ordinului Național de Merit al Legiunii de Onoare (cea mai înaltă distincție acordată de statul francez), nici un reprezentant al statului nu a participat la înmormântarea sa.
Henri Dutilleux a primit Premiul Ernst von Siemens pe 29 ianuarie 2005 (la vârsta de 89 de ani). Acest premiu, considerat " Premiul Nobel pentru muzică", a răsplătit, potrivit juriului, "unul dintre marii artiști ai  contemporane" a cărui producție "organică" se distinge prin "claritatea poetică". Henri Dutilleux este al treilea compozitor francez (după Olivier Messiaen și Pierre Boulez) onorat cu acest premiu, fiind acordat prima dată lui Benjamin Britten, în 1974.
Din 1973, devine membru asociat al Academiei Regale din Belgia, iar din 1981, membru de onoare al Academiei Americane și al Institutului de Arte și Litere din New York. De asemenea, este membru de onoare al Academiei Naționale "Sfanta Cecilia" din Roma  (Academia Nazionale di Santa Cecilia) (1993), al Academiei Regale de Muzică din Londra (Royal Academy of Music in London) (1996) și al Academiei regale bavareze de arte frumoase de la Munchen (Bayerische Akademie der Künste Schönen)  (1998). În 1999, Presse musicale internaționale îi acordă Grand Prix Antoine Livio. În 2010 devine membru de onoare al organizației non-guvernamentale de ajutorare a copiilor din Ecuador, Ecuasol.
În 1967 primește Marele Premiu Național de Muzică pentru întreaga sa creație.

## Principalele lucrări
În principal orchestrale, creația sa conține un număr relativ restrâns de piese pe care le-a ales, fără însă să renunțe să le îmbunătățească.

### Lucrări orchestrale
- Trois tableaux symphoniques (1945), muzică de scenă după "Les hauts de Hurlevent" (La răscruce de vânturi): "Dans la lande" [În bărăgan], "La marche du destin"[Marșul destinului], "Épilogue : la mort de Cathy" [Epilog: moartea lui Cathy]. Jucate la Teatrul Hébertot din Paris.
- Simfonia nr. 1 (1951)
- Le Loup (1953), lucrare de balet scrisă pentru Roland Petit
- Simfonia nr.2, "Le Double" [Dublul] (1959 ), în care un mic grup de instrumentiști acompaniază o orchestră mare. Comandă pentru Fundația Koussevitzky pentru Orchestra Simfonică din Boston, sub bagheta lui Charles Münch
- Métaboles (1965), cinci piese pentru orchestră, comandată de Orchestra din Cleveland, sub bagheta lui George Szell
- Timbres, espace, mouvement [Timbruri, spațiu, mișcare] sau La Nuit Étoilée  [Noaptea înstelată] (1978), pentru orchestră, inspirată de pictura cu același nume de Vincent van Gogh
- Mystère de l’Instant [Misterul clipei] (1989), pentru țambal, orchestră de 24 sau de 48 de coarde și percuție. Comandă pentru Paul Sacher pentru Collegium Musicum din Zurich
- The Shadows of Time (1997), pentru orchestră și cor de copii. Comandă pentru Orchestra Simfonică din Bosto, sub bagheta lui Seiji Ozawa.

### Concerte simfonice
- Tout un monde lointain… [O lume îndepărtată]  (1970), pentru violoncel și orchestră, inspirată de poeziile lui Charles Baudelaire. Comandă pentru Mstislav Rostropovitch
- Concertul pentru vioară Concerto pour violon sau  L’Arbre des Songes [Arborele viselor] (1985). Comandă pentru Orchestra Natională a Franței pentru Isaac Stern, sub bagheta lui Lorin Maazel
- Sur le même accord [Pe același acord]  (2002), nocturnă pentru vioară și orchestră pentru Anne-Sophie Mutter.

### Muzică de cameră
- Sarabande și Cortège [Cortegiul]  (1942), 2 piese pentru fagot și pian
- Sonatine pour flûte [Sonatine pentru flaut] (1943)
- Sonate pour hautbois [Sonată pentru oboi] (1947)
- Corală, Cadence și Fugato (1950), trombon tenor și pian. Comandă pentru Conservatorul Național din Paris.
- Quatre figures de résonances [Patru cifre rezonante]  (1970-1976) pentru două piane
- Ainsi la Nuit [Astfel, Noaptea]  (1977), pentru cvartet de coarde. Comandă pentru Fundația Koussevitzky pentru Juilliard String Quartet
- Les Citations  [Citatele] (1991), pentru oboi, clavecin, bas și percuție.

### Lucrări solistice
- Au gré des ondes [La mila valurilor] (1946), șase piese scurte de pian
- Sonate pour piano [Sonată pentru pian] (1948), compusă de soția sa, Geneviève Joy
- Blackbird (1950), pentru pian
- Trois Strophes sur le nom de Sacher [Trei strofe pe numele lui Sacher] (1976-1982), pour violoncelle solo. pentru violoncel solo. Prima parte a fost scrisă în 1976, ca tribut adus lui Paul Sacher. Celelalte două părți au fost adăugate mai târziu. Opera completă a fost finalizată pe 28 aprilie 1982| la Basel de către Mstislav Rostropovitch
- Trois préludes [Trei Preludii] (1988), pentru pian: D'ombre et de silence, Sur un même accord, Le jeu des contraires [întuneric și liniște, Pe același acord, Jocul contrariilor].

### Lucrări vocale
- Chanson au bord de la mer [Cântec la marginea mării] (1938), pentru voce și pian, text scris de Paul Fort
- La geôle [Temnița] (1944), pentru bariton sau mezzo-soprană și orchestră sau pian, poem compus de Jean Cassou. Cântată pe 7 ianuarie 1945 de Orchestra Societății de concerte a Conservatorului, sub conducerea lui André Cluytens la Paris
- Éloignez-vous [Îndepărtați-vă] (1954), pentru bariton și orchestră sau pian
- Deux sonnets de Jean Cassou [Două sonete de Jean Cassou] (1955) pentru bariton sau soprană și orchestră sau pian
- Chansons de bord (1954), zece cântece armonizate pentru cor de copii pe trei voci
- San Francisco Night [Noapte în San Francisco] (1963), pentru soprană și pian, poem compus de Paul Gilson. Scrisă pe 13 ianuarie 1964 în New York la Carnegie Hall
- Correspondances [Corespondențe] (2003), pentru voce și orchestră, ciclu de cinci piese dedicate sopranei Dawn Upshaw pe texte de Prithwindra Mukherjee, Soljenițîn, Rilke și Vincent van Gogh. Comandă pentru Orchestra Filarmonică din Berlin, sub bagheta lui Sir Simon Rattle
- Le Temps l'horloge [Timpul și ceasul] (2007-2009), pentru voce și orchestră, dedicat sopranei americane Renée Fleming pe texte de Jean Tardieu și Robert Desnos. Comandă comună pentru Orchestra Simfonică din Boston, Orchestra Națională a Franței și orchestra festivalului Saito Kinen din Japonia. Cântată pe 6 septembrie 2007 de către Orchestra internațională Saito Kinen sub bagheta lui Seiji Ozawa (primele trei piese). Creația completă cu interludiu orchestral și piesa "Enivrez-vous" [Îmbătați-vă] inspirată de un poem de Baudelaire a fost compusă de Renée Fleming și Seiji Ozawa la Paris pe 7 mai 2009.